# الفيلق الرابع عشر المزدوج
فيلق جيمينا الرابع عشر (باللاتينية: "Legio XIV Gemina") كان فيلقًا من الجيش الإمبراطوري الروماني ، جباه يوليوس قيصر في عام 57 قبل الميلاد. تمت إضافة اللقب جيمينا (التوأم) عندما تم دمج الفيلق مع فيلق آخر ضعيف القوة بعد معركة أكتيوم . تمت إضافة اللقب Martia Victrix (العسكري والمنتصر) بعد خدمتهم في الحرب البانونية ج. 9 م وهزيمة بوديكا عام 61 م. كان شعار الفيلق هو برج الجدي ، كما هو الحال مع العديد من الجحافل التي فرضها قيصر.

## تاريخ

### تحت قيصر
تم تشكيل الفيلق الرابع عشر لأول مرة من قبل قيصر في جول السيزالبين خلال غاراته وفتوحاته في غالية. كانت مدة تجنيدهم 16 عامًا، كما هو الحال في الفيالق الجمهورية الأخرى (على الرغم من أن أغسطس رفع ذلك إلى 20 عامًا). في السنوات الأولى، كان يتم ترك الفيلق في كثير من الأحيان لحراسة المعسكر أثناء المعارك والغارات. بعد تدميره المبكر في أتاتوكا (بالقرب من تونجيرين اليوم، بلجيكا ) أثناء ثورة أمبيوريكس ، أعيد تشكيله على الفور. لسنوات بعد مذبحة أتاتوكا التي نفذها الإيبورونيون تحت قيادة أمبيوريكس مع كاتيفولكوس  كان يُنظر إليهم على أنهم فيلق سيئ الحظ، ولكن تم الحفاظ على شرفهم بفضل جهود أكويليفر ، لوسيوس بيتروسيديوس .

### تحت جرمانيكوس
قاتل هذا الفيلق تحت قيادة الجنرال جرمانيكوس يوليوس قيصر ضد القائد الجرماني أرمينيوس . قبل عقد من هذه الحملة، نجح أرمينيوس في القضاء على ثلاثة فيالق كاملة في معركة غابة تويتوبورغ ، وهي واحدة من أعظم الكوارث في التاريخ العسكري الروماني. ضمن الفيلق النصر لجرمانيكوس، وأكسبه انتصارًا من والده بالتبني وعمه البيولوجي، الإمبراطور تيبيريوس .

### غزو بريطانيا
المتمركز في موغونتياكوم ، جرمانيا العليا من 9 م، كان الفيلق الرابع عشر التوأم واحدًا من أربعة فيالق استخدمها أولوس بلوتيوس وكلوديوس في الغزو الروماني لبريطانيا في 43 م. قام ببناء حصن الفيلق الخاص بها في منستر في شارع واتلینج وبحلول عام 58 بعد الميلاد كانت قد نقلت قاعدتها إلى راکستر .
وشارك في هزيمة بوديكا سنة 60 أو 61. في معركة شارع واتلينج، هزم الرابع عشر قوة بوديكا البالغة 230 ألف جندي، وفقًا لتاسيتوس و ديو، مع قوتهم الضئيلة البالغة 10000 من جنود الفيلق والمساعدين. أدى هذا الفعل إلى جعلهم فيلق نيرون "الأكثر فعالية"، وأبقاهم في حامية في بريطانيا خلال السنوات القليلة التالية لإبقاء القبائل المضطربة تحت السيطرة.
في عام 67 م، تم إرسال الفيلق إلى البلقان استعدادًا لحملة ضد البارثيين خطط لها نيرون لكنها لم تتحقق أبدًا.

### التمرد على نهر الراين
في عام 89 م، تمرد حاكم جرمانيا الأعلى ، لوسيوس أنطونيوس ساتورنينوس ، على دوميتيان ، بدعم من الرابع عشر والحادي والعشرين <i id="mwSw">راباكس</i> ، لكن تم قمع التمرد.
عندما فُقد الفيلق الحادي والعشرون في عام 92 م، تم إرسال جيمينا الرابع عشر إلى بانونيا ليحل محله، وأقام معسكرًا في فيندوبونا ( فيينا ). بعد الحرب مع السارماتيين وحروب تراجان داتشيان (101-106 م)، تم نقل الفيلق إلى كارنونتوم ، حيث مكث لمدة ثلاثة قرون. قاتلت بعض الوحدات الفرعية أو الوحدات الفرعية من الرابع عشر في الحروب ضد الماوري ، تحت قيادة أنتونينوس بيوس ، وشارك الفيلق في الحملة البارثية للإمبراطور لوسيوس فيروس . أثناء حربه ضد الماركومانيين ، أقام الإمبراطور ماركوس أوريليوس مقره الرئيسي في كارنونتوم.

### لدعم سيبتيموس سيفيروس
في عام 193 م، بعد وفاة (بيرتيناكس) كان قائد الرابع عشر، سبيتميوس سيفيروس، قد تمت إعلانه إمبراطورا من قبل فوضى بانونيا، وخاصة من قبل فضائله. قام جيمينا الرابع عشر بقتال أمبراطوره في مسيرته إلى روما لشن هجوم على المغتصب ديديوس جوليانوس (193 ،) ، وساهمت في هزيمة المغتصب بيسينيوس نيجر (194 ،) ، وربما قامت في الحملة البارتية التي انتهت بسحب عاصمة الإمبراطورية ، (كتيسيفون) (198).

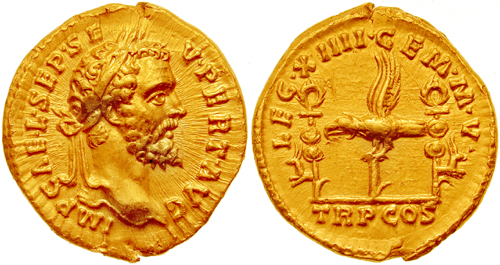
ضربت أوريوس في عام 193 على يد سيبتيموس سيفيروس، للاحتفال بالفيلق الرابع عشر جيمينا مارتيا فيكتريكس ، الذي أعلنه إمبراطورًا.

### لدعم المرشحين الإمبراطوريين
في الاضطرابات التي أعقبت هزيمة فاليريان ، دعم جيمينا الرابع عشر المغتصب ريجاليانوس ضد الإمبراطور جالينوس (260)، ثم جالينوس ضد بوستوموس من الإمبراطورية الغالية (حصل على اللقب Pia VI Fidelis VI - "ستة مرات مخلصين، وستة مرات اوفياء")، وبعد وفاة غالينوس، الإمبراطور الغالي فيكتورينوس (269–271).

تصميم درع Quartodecimani ، وهو فيلق كومتاتنيس تحت قائد الجنود في تراقيا، القرن الخامس، وفقًا لـ قائمة الرتب والوظائف.

### القرن الخامس
في بداية القرن الخامس، كان الرابع عشر جيمينا لا يزال مُعيَّنًا في كارنونتوم. ربما انهارت مع انهيار حدود الدانوب في ثلاثينيات القرن الرابع. تسرد قائمة الرتب والوظائف وحدة كومتاتنيس الأربعة عشرية تحت قائد الجنود في تراقيا ؛ ومن الممكن أن تكون هذه الوحدة هي جيمينا الرابعة عشر .

## الأعضاء المعتمدون
| اسم                                                 | رتبة                    | إطار زمني     | مقاطعة                   | مصدر                        |
| --------------------------------------------------- | ----------------------- | ------------- | ------------------------ | --------------------------- |
| تيتوس فلافيوس روفوس                                 | سنتوريو (مخضرم)         | ؟             | إيطاليا ، مويسيا ، داسيا | CIL XI, 20, CIL III, 00971  |
| فابيوس بريسكوس                                      | ليغاتوس                 | ج. 70         | بريتانيكا                | تاسيتوس ، تاريخ IV.79.3     |
| سيكستوس يوليوس سيفيروس                              | ليغاتوس                 | بين 110 و 120 | بانونيا                  | CIL III, 2830               |
| بوبليوس كلوفيوس مكسيموس باولينوس                    | ليغاتوس                 | ?138-?141     | بانونيا                  | AE 1940، 99                 |
| ماركوس نونيوس ماكرينوس                              | ليغاتوس                 | ?147-?150     | بانونيا                  | AE 1907، 180                |
| ماركوس ستاتيوس بريسكوس                              | ليغاتوس                 | ?153-?156     | بانونيا                  | CIL VI, 1523                |
| جايوس فيتيوس سابينيانوس                             | ليغاتوس                 | ج. 170/171    | بانونيا                  | AE 1920، 45                 |
| لوسيوس راجونيوس كوينتيانوس [الإنجليزية]             | ليغاتوس                 | ?177-?180     | بانونيا                  | CIL V, 1968                 |
| تيتوس فلافيوس سيكوندوس فيليبيانوس [الإنجليزية]      | ليغاتوس                 | ج. 193/194    | بانونيا                  |                             |
| جنايوس بترونيوس بروباتوس جونيوس يوستوس [الإنجليزية] | ليغاتوس                 | بين 222 و 235 | بانونيا                  | CIL X, 1254                 |
| ماركوس كورنيليوس نيجرينوس كورياتيوس ماتيرنوس        | تريبونوس أنجوستيكلافيوس | الستينيات     | بريتانيكا                | CIL II, 3788                |
| لوسيوس كورنيليوس بوسيو أنيوس ميسالا                 | تريبونوس لاتيكلافيوس    | ج. 59         | بريتانيكا                | CIL VI, 37056               |
| تيتوس فلامينيوس                                     | اميال                   | ج. 55-69      | بريتانيكا                | RIB 292                     |
| ماركوس بترونيوس                                     | اميال                   | ج. 55-69      | بريتانيكا                | RIB 294                     |
| سيكستوس يوليوس سيفيروس                              | تريبونوس لاتيكلافيوس    | بين 105 و110  | بانونيا                  | CIL III, 2830               |
| لوسيوس مينيسيوس ناتاليس كوادرونيوس فيروس            | تريبونوس لاتيكلافيوس    | ج. 116        | بانونيا                  | CIL XIV, 3599, CIL II, 4510 |

## أنظر أيضا
- قائمة الجحافل الرومانية

## فهرس
- Mommsen, Theodor The History of Rome, Volume 1.
- Pollard, Nigel & Berry, Joanne The Complete Roman Legions.
- Parker, H. M. D. The Roman Legions.
- أيرلندا, Stanley Roman Britain: A Sourcebook (Routledge Sourcebooks for the Ancient World), 3rd Edition.

## روابط خارجية
- الفيلق الرابع عشر جيمينا على موقع livius.org